# Acroporium angustum
Acroporium angustum là một loài Rêu trong họ Sematophyllaceae. Loài này được (Broth.) Broth. mô tả khoa học đầu tiên năm 1925.